# Offerdals hembygdsförening

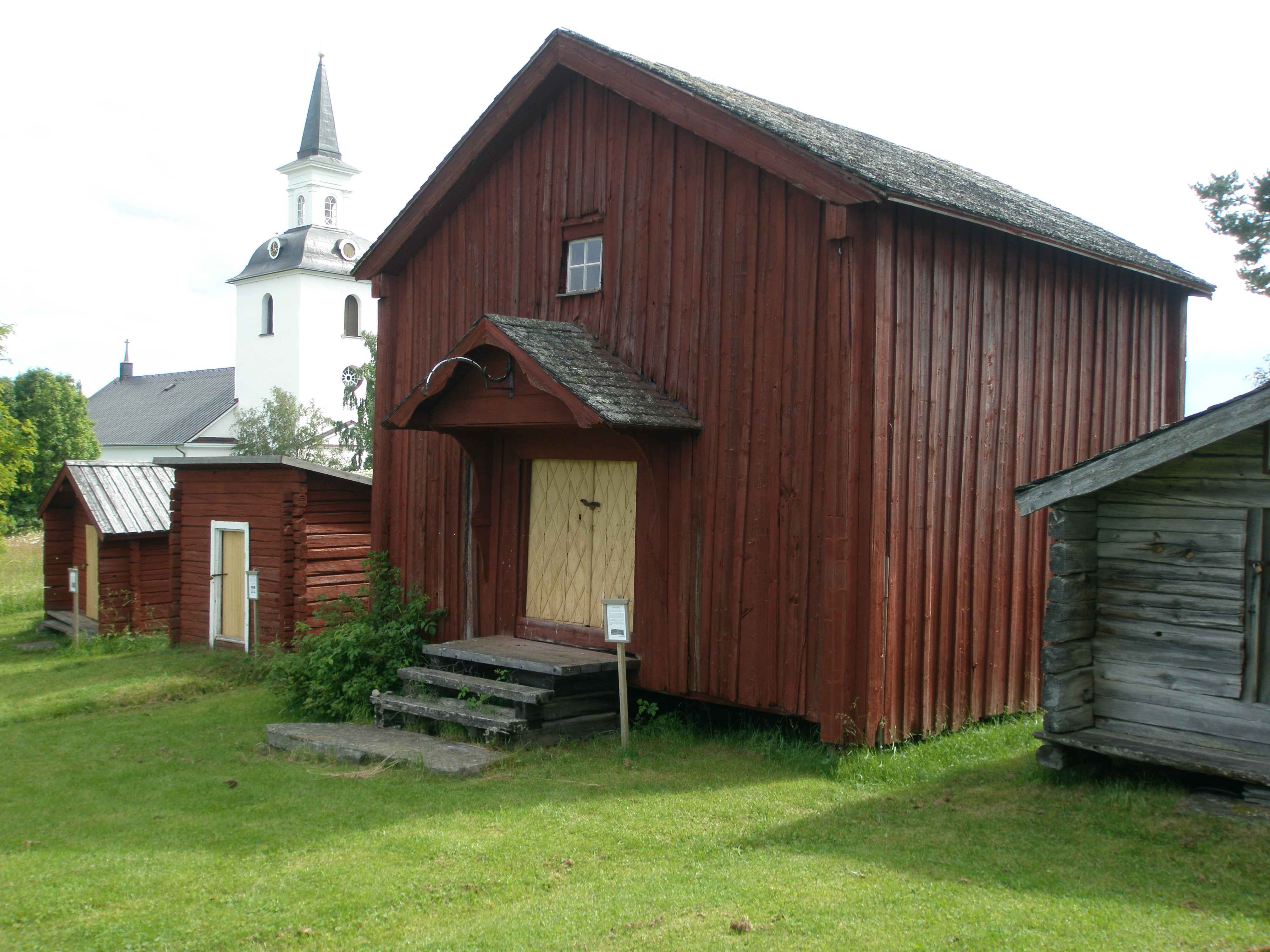
Ryttarhärbre på hembygdsgården i Ede

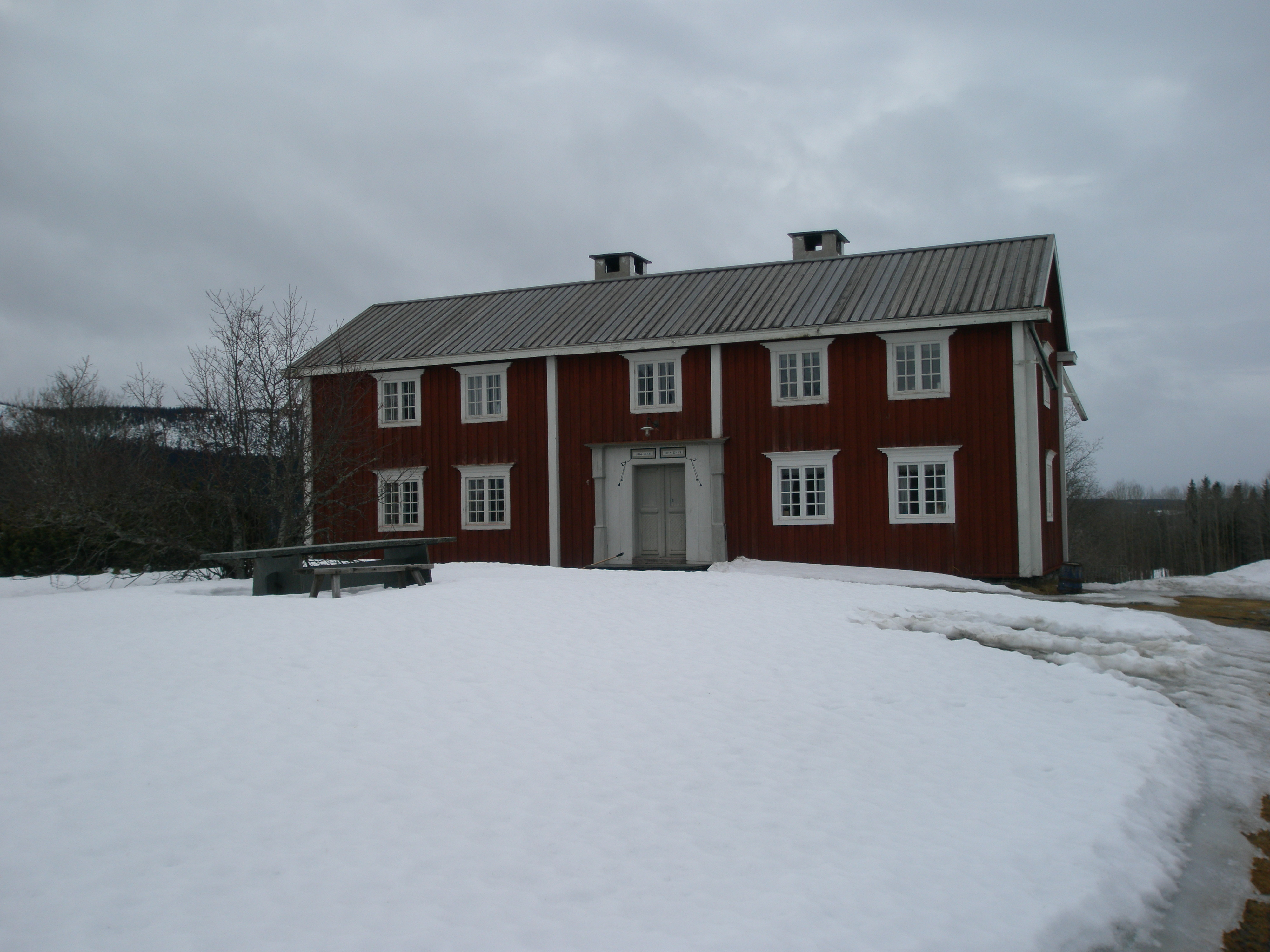
Jonas Nirschgården från Bångåsen

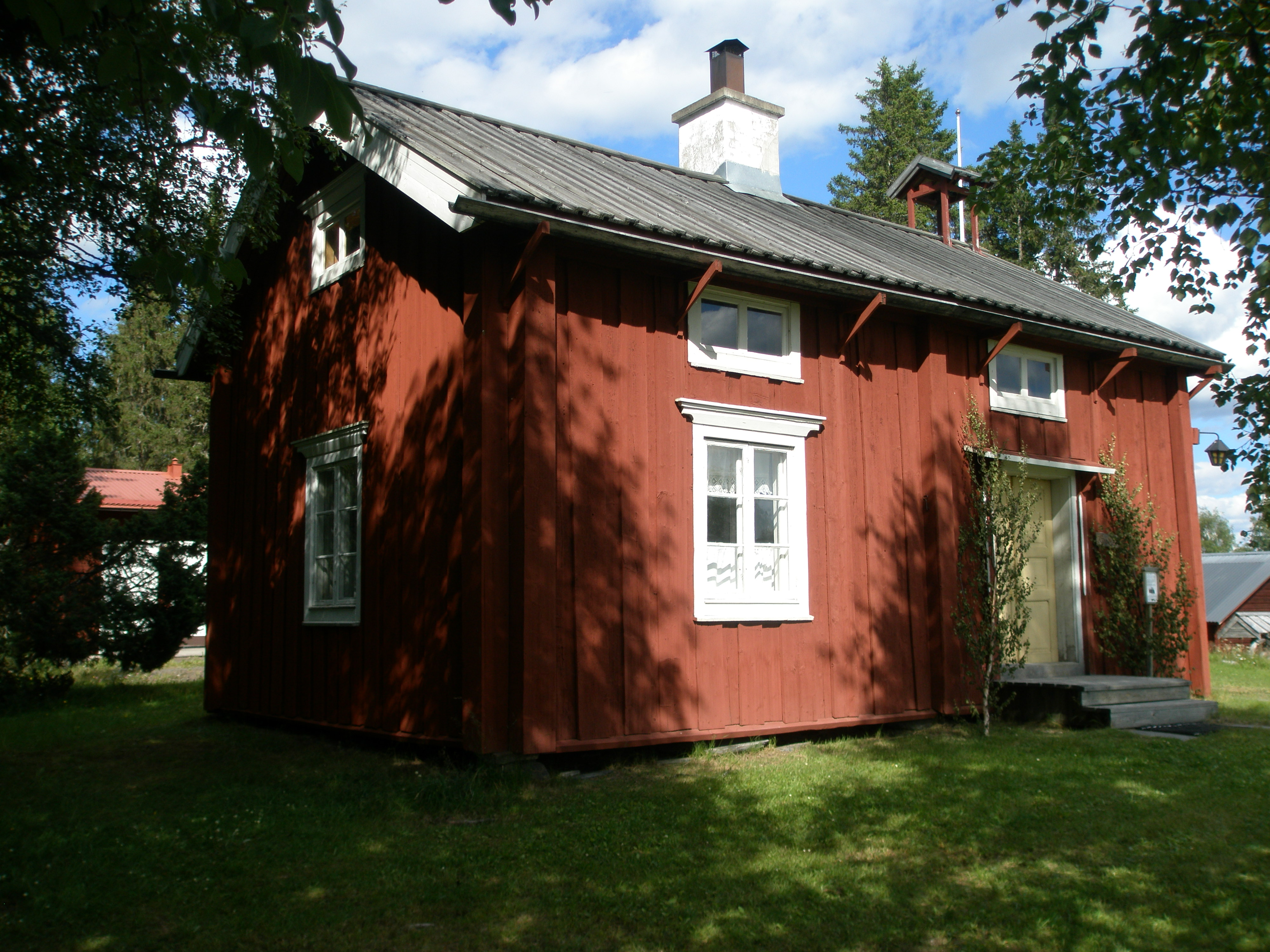
Bakstuga (bryggstu) och lanthandel

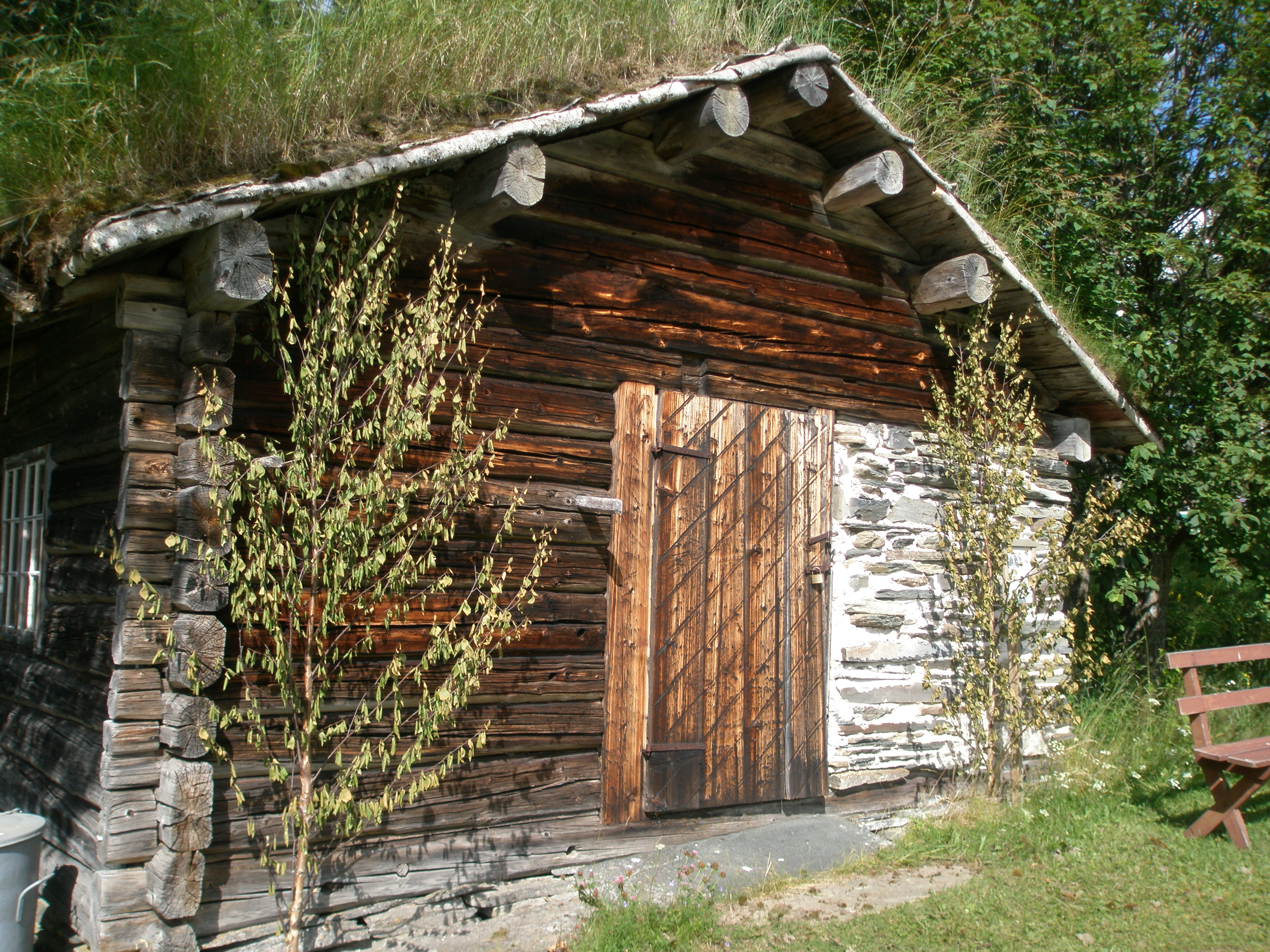
Fäbodstuga från Höbodarna i Åflo

Offerdals hembygdsförening grundades år 1949 av dåvarande kyrkoherden Elov Bohman. Hembygdsföreningen har en hembygdsgård vid Offerdals kyrka i Ede, Krokoms kommun, Jämtland. Hembygdsgården är uppbyggd kring Bångåsgården som år 1952 flyttades till Ede och Stuppelbacken, med utsikt mot Hällberget och Hällsjön. Hembygdsföreningen har även en rad olika aktiviteter och har bland annat samlat in en stor mängd äldre fotografier från Offerdals socken. Offerdals hembygdsförening är en del av hembygdsrörelsen och ingår i det jämtska förbundet Heimbygda.

## Byggnader
På hembygdsgården på Stuppelbacken i Ede finns ett tjugotal byggnader, varav bland annat följande kan nämnas:
- Jonas Nirschgården (Bångåsgården) är en 1700-tals gård från Bångåsen.
- Tulleråsens rotes ryttarhärbre
- Gamla kyrkhärbret
- Bångåsladan från 1780
- Björnladan från Långan, Landön
- Västerängsladan från 1670
- Dubbel skvaltkvarn från Böle, Kälom.
- Scoutstuga
- Fäbodstuga från Höbodarna i Åflo.
- Sommarladugård (fjös) från Hofsbodarna.
- Mjölkbod
- Kyrkstall från Ede
- Samekåta från Tjouren i Oldfjällen
- Rökbastu från Stavre
- Kornlada från Ede
- Spruthus från Kälom
- Gårdssmedja från Bäcken, Bångåsen
- Bakstuga (bryggstu) och lanthandel.

Även Sockenstugan och Föreningshuset i Ede förvaltas av hembygdsföreningen.